# Epistrophe carmichaeli
Epistrophe carmichaeli är en tvåvingeart som beskrevs av Ghorpade 1994. Epistrophe carmichaeli ingår i släktet brynblomflugor, och familjen blomflugor. Inga underarter finns listade i Catalogue of Life.